# Paul Mazursky
Paul Mazursky, nato Irwin Mazursky (New York, 25 aprile 1930 – Los Angeles, 30 giugno 2014), è stato un regista, sceneggiatore, attore e produttore cinematografico statunitense, cinque volte candidato all'Oscar.

## Biografia
Mazursky nacque a Brooklyn (New York) il 25 aprile 1930 da una famiglia ebraica di remote origini ucraine da parte paterna. Il padre, David Mazursky, era un operaio e la madre, Jean Gerson, una pianista che suonava per le classi di danza classica.

## Filmografia parziale

### Regista

#### Cinema
- Last Year at Malibu – cortometraggio (1962)
- Bob & Carol & Ted & Alice (1969)
- Il mondo di Alex (Alex in Wonderland) (1970)
- Una pazza storia d'amore (Blume in Love) (1973)
- Harry e Tonto (Harry and Tonto) (1974)
- Stop a Greenwich Village (Next Stop: Greenwich Village) (1976)
- Una donna tutta sola (An Unmarried Woman) (1978)
- Io, Willy e Phil (Willie and Phil) (1980)
- Tempesta (Tempest) (1982)
- Mosca a New York (Moscow on the Hudson) (1984)
- Su e giù per Beverly Hills (Down and Out in Beverly Hills) (1986)
- Il dittatore del Parador in arte Jack (Moon Over Parador) (1988)
- Nemici, una storia d'amore (Enemies, a Love Story) (1989)
- Storie di amori e infedeltà (Scenes from a Mall) (1991)
- Buona fortuna, Mr. Stone (The Pickle) (1993)
- Infedeli per sempre (Faithful) (1996)
- Yippee: A Journey to Jewish Joy – documentario (2006)

#### Televisione
- Winchell (Winchell) – film TV (1998)
- Coast to Coast – film TV (2003)

### Attore

#### Cinema
- Paura e desiderio (Fear and Desire), regia di Stanley Kubrick (1953)
- Il seme della violenza (Blackboard Jungle), regia di Richard Brooks (1955)
- Un uomo, una donna e una banca (A Man, a Woman and a Bank), regia di Noel Black (1979)
- Tutto in una notte (Into the night), regia di John Landis (1985)
- Storie di amori e infedeltà (Scenes from a Mall), regia di Paul Mazursky (1991)
- Carlito's Way, regia di Brian De Palma (1993)
- Love Affair - Un grande amore (Love Affair), regia di Glenn Gordon Caron (1994)
- Due giorni senza respiro (2 Days in the Valley), regia di John Herzfeld (1996)
- Pazzi in Alabama (Crazy in Alabama), regia di Antonio Banderas (1999)
- Un funerale dell'altro mondo (大腕S, DawanP), regia di Feng Xiaogang (2001)

#### Televisione
- The Kaiser Aluminum Hour – serie TV, episodi 1x06-1x14 (1956-1957)
- The Chevy Mystery Show – serie TV, episodi 1x01-1x07-1x09 (1960)
- I detectives (The Detectives) – serie TV, episodi 1x27-3x17 (1960-1962)
- Ai confini della realtà (The Twilight Zone) – serie TV, episodi 1x19-3x32-4x04 (1960-1963)
- Michael Shayne – serie TV episodio 1x29 (1961)
- General Electric Theater – serie TV, episodio 10x12 (1961)
- Avventure in paradiso (Adventures in Paradise) – serie TV, episodio 3x05 (1961)
- The Dick Powell Show – serie TV, episodio 1x07 (1961)
- G.E. True – serie TV, episodio 1x15 (1963)
- I Soprano (The Sopranos) – serie TV, episodi 2x06-3x12 (2000-2001) – Sunshine

## Doppiatori italiani
Nelle versioni in italiano delle opere in cui ha recitato, Paul Mazursky è stato doppiato da:
- Giorgio Lopez in Love Affair - Un grande amore, Un funerale dell'altro mondo
- Romano Ghini in Tutto in una notte, Carlito's Way
- Ferruccio Amendola in Un uomo, una donna e una banca
- Sergio Fiorentini in È nata una stella
- Pietro Biondi in Scene di lotta di classe a Beverly Hills
- Sandro Sardone ne L'ultima battuta
- Mario Bardella in Su e giù per Beverly Hills
- Michele Gammino in Promesse e compromessi
- Sandro Iovino in Buona fortuna, Mr. Stone
- Sergio Matteucci in Pazzi in Alabama
- Oreste Rizzini in Storie di amori e infedeltà
- Dante Biagioni in Ancora una volta
- Dario Penne in Infedeli per sempre
- Enrico Chirico in Paura e desiderio
- Goffredo Matassi ne I Soprano

Da doppiatore è sostituito da:
- Sandro Sardone in Frasier
- Edoardo Siravo in Z la formica

## Premi e candidature

### Premio Oscar
- 1970 - Nomination miglior sceneggiatura originale per Bob & Carol & Ted & Alice
- 1975 - Nomination miglior sceneggiatura originale per Harry e Tonto

- 1979 - Nomination miglior film per Una donna tutta sola

- 1979 - Nomination miglior sceneggiatura originale per Una donna tutta sola

- 1990 - Nomination miglior sceneggiatura non originale per Nemici, una storia d'amore

### Golden Globe
- 1979 - Nomination migliore regia per Una donna tutta sola
- 1979 - Nomination miglior sceneggiatura per Una donna tutta sola